# Rule model
The rule model – ujęcie precedensu sądowego sprowadzające jego istotę do postaci ogólnej reguły (normy o generalno-abstrakcyjnym charakterze), jaką określa się mianem ratio decidendi lub tezą wyroku. Reguła ta może znajdować się w treści sądowego uzasadnienia, może też być wywnioskowana z opisu stanu faktycznego, jaki miał miejsce w precedensowej sprawie i sposobu rozstrzygnięcia tej sprawy.
The rule model występuje głównie w Wielkiej Brytanii, rzadziej w Stanach Zjednoczonych. Ponadto jest typowym ujęciem sądowego precedensu w systemach prawa kontynentalnego. W Polsce ogólne reguły do jakich sprowadza się istotę precedensu sądowego nazywa się tezami wyroku.